# La belva umana
La belva umana (Dark Command), conosciuto in Italia anche come Il generale Quantrill, è un western del 1940 diretto da Raoul Walsh.
Il film è liberamente ispirato alle gesta dei predoni di Quantrill (Quantrill's Raiders) durante la guerra di secessione americana.

## Trama
La guerra civile americana è ormai alle porte. Nella piccola  città di Lawrence, nel Kansas, arriva un "cavadenti" col suo socio Bob Seton, che procura clienti al dentista. Un giorno questi viene colpito dalla bellezza di Mary, la figlia del proprietario della banca locale e subito se ne innamora. Non è il solo, però, ad avere messo gli occhi addosso alla bella figlia del banchiere. Will Cantrell, maestro del paese, è anche lui innamorato di Mary. Nel corso del film si scoprono i sentimenti più nascosti dei due protagonisti maschili: Bob riconosce sempre più i valori della giustizia e dell'onestà, tanto che viene eletto commissario (Marshall) della città. Cantrell, al contrario, è ambizioso ed è pronto a fare qualsiasi cosa per diventare ricco. Conduce infatti una doppia vita: maestro di giorno e fuorilegge di notte.
Allo scoppio della guerra di secessione, Cantrell, indossando delle divise sudiste rubate, fa credere di essersi arruolato e di combattere, mentre, in realtà, è a capo di una banda di tagliagole, si arricchisce sempre di più con razzie e ruberie sia nei territori del Nord che in quelli del Sud, facilmente depredabili in quanto tutti gli uomini sono in guerra. Nella sua malvagità, arriva persino a guidare la sua banda al saccheggio di Lawrence. La storia è a lieto fine: dopo varie peripezie Bob uccide Cantrell, che nel frattempo aveva sposato Mary. Fletcher, fratello di Mary, ferito gravemente durante la fuga dal campo di Will, viene salvato da Doc "cavadenti" che si dimostra un ottimo chirurgo. L'ultima scena del film fa vedere Bob e Mary finalmente insieme e Fletcher che, citando una frase di Shakespeare, fa dire al rude texano "anche il drammaturgo inglese è del Texas".